# Brigitte Gabriel
Brigitte Gabriel (Marjayoun, Líbano, 21 de outubro de 1964) é uma jornalista, escritora e ativista libanesa-americana. É a fundadora do American Congress For Truth e ACT! for America.

## Infância e juventude
Brigitte Gabriel nasceu no Líbano no seio de uma família cristã maronita. Declarou por várias vezes nos meios de comunicação que durante a Guerra Civil Libanesa militantes muçulmanos lançaram um ataque em uma base militar libanesa na região onde vivia, atingindo também a sua casa e destruindo-a. Brigitte tinha apenas dez anos de idade na ocasião e foi gravemente atingida, passando dois meses e meio recuperando-se em um hospital israelense.
Junto com sua família, ela foi forçada a se refugiar num abrigo subterrâneo antibombas de 8 x 10 m durante alguns anos, lugar onde não havia aquecimento nem água potável, e muito poucos víveres. Para conseguir a água necessária para o dia-a-dia, eles tinham que buscá-la às escondidas em uma fonte próxima. Toda vez que deixavam o abrigo para buscar água, eles rezavam, pois não sabiam se voltariam vivos.
Mais tarde, em 1978, a família de Brigitte foi avisada de um iminente ataque contra cristãos proveniente de milícias islâmicas. Sua vida foi salva numa noite em que o exército de Israel invadiu o sul do Líbano na Operação Litani. Pouco depois, sua mãe adoeceu e foi levada a um hospital israelense, no qual ela afirma ter visto a verdadeira face humana dos israelenses, contrariamente ao que tinha ouvido quando criança, no Líbano.

## Carreira
Brigitte Gabriel foi âncora do "World News," um programa noturno de notícias veiculado no canal da South Lebanon Army, afiliada da Middle East Television, que era transmitido em Israel, Egito, Síria, Jordânia, Chipre e Líbano. Ela imigrou aos Estados Unidos em 1989.
Brigitte fundou a ACT – American Congress For Truth no fim de 2001, e desde então tem sido presença constante em noticiários, talk shows e programas de rádio, além de fazer numerosas aparições públicas dando palestras. Ela fala quatro idiomas: árabe, francês, inglês e hebraico. Ela aparece no documentário Obsession: Radical Islam's War Against the West.
Ela foi entrevistada pela CNN onde denunciou o Hezbollah e ficou ao lado de Israel na Crise Israel-Líbano de 2006, agradecendo Israel pelos esforços para melhorar seu país. Ela também acusou CAIR de apoiar o terrorismo 
O sítio oficial Hasbara Fellowships, IsraelActivism.com, lista Gabriel como uma de suas palestrantes, e até se encarrega de agendar palestras aos interessados em contatá-la.
Gabriel falou em uma série de palestras organizadas pela comunidade judaica da Duke University como contrapartida depois que a quarta conferência estudantil “Movimento de Solidariedade Palestino” foi feita lá em outubro de 2004. Ela deixou muitos membros da multidão enfurecidos quando se referiu aos árabes como bárbaros, fazendo com que o Duke's Freeman Center for Jewish Life posteriormente pedisse desculpas pelos comentários feitos por ela.
Gabriel escreveu um livro intitulado "Because They Hate: A Survivor of Islamic Terror Warns America" (“Porque Eles Odeiam: Uma Sobrevivente do Terror Islâmico Adverte a América”). No livro, ela responde ao incidente na Duke University:
"Quando dei uma palestra na Duke University em 2004, condenando os ataques suicidas e a cultura que os apóia, dizendo: 'A diferença entre o Mundo Árabe e Israel é uma diferença de valores e caráter. É o barbarismo versus a civilização. É ditatorialismo versus democracia. É o mal contra o bem', eu fui criticada e condenada. A Duke's Freeman Center for Jewish Life pediu desculpas por meus comentários aos mesmos árabes que apoiam o assassinato de cidadãos inocentes e que não estão dispostos a criticar e condenar o terrorismo."

## Citações
Em 2007, numa conferência anual dos Christians United for Israel, um discurso de Brigitte Gabriel incluiu o seguinte: "A diferença, meu amigos, entre Israel e o Mundo Árabe é a diferença entre a civilização e o barbarismo. É a diferença entre o bem e o mal …  isso é o que nós estamos vendo no Mundo Árabe, eles não têm alma! Eles estão cegamente votados a matar e destruir. E em nome de algo que eles chamam "Alá", que é bem diferente do Deus em que cremos … porque nosso Deus é um deus de amor".
Estas palavras foram criticadas pelo jornalista Bruce Wilson como sendo "discurso de ódio", que afirmou que Brigitte Gabriel  "pinta uma vasta faixa da humanidade como sub-humana", comparando-a ao Reich de Goebbels. Em março de 2011 ao ser entrevistada por Eliot Spitzer na CNN, Gabriel defendeu as suas ideias, dizendo "Eu estava a falar sobre como as mães palestinas estão incentivando seus filhos a sair para a rua e rebentar-se em pedacinhos apenas para matar cristãos e judeus. E foi nesse contexto que eu contrastei a diferença entre Israel e o mundo árabe, era a diferença entre democracia e barbárie."

## Obras
- Because They Hate 2006 ISBN 0-312-35837-7
- They Must Be Stopped: Why We Must Defeat Radical Islam and How We Can Do It    -St. Martin's Press| 2008.

## Artigos e palestras
- Apaziguamento Nunca Funciona
- Porque Eles Odeiam
- CBS Infinity Radio Uses 'Emotions' to Stifle Truth of Anti-Terror Conference
- Aliança Profana do Canadá
- Exclusivo: Al-Qaeda Decapitada no Iraque
- Frontpage Magazine, artigos de  Brigitte Gabriel
- Promessa de Liberdade
- Questão de Segurança Familiar
- Eu Acreditei nas Mentiras sobre Israel
- Muçulmanos Pondo “Fucinheiras” em Mênfis
- Palestra proferida na Duke University – “Contraterrorismo Solta a Voz”
- Palestra na Columbia University: Ambientes de Ódio: Doutrinamento no Mundo Árabe e Apoio Público à Propaganda nas Salas de Aula Americanas
- Trecho de palestra proferida na “Conferência de Inteligência” em Washington – DC
- Obrigada, Israel
- O que o Mundo Árabe Pensa

### Entrevistas e aparições na TV
- Phyllis Chesler, "Uma Sobrevivente da Tirania Palestina," FrontPageMag.com (phyllis-chesler.com), 13 de outubro de 2004.
- Jamie Glazov, "Tortura do Islã sobre o Líbano," FrontPageMag.com, 11 de agosto de 2005. Entrevista com Brigitte Gabriel.
- Transcrito: "Crise no Oriente Médio; Onda de Refugiados em Chipre; A popularidade de Nashrallah em alta," CNN American Morning, 19 de julho de 2006.
- Jerry Gordon, "Escute Brigitte Gabriel e Jerry Gordon do ACT," Israpundit, July 30, 2006.
- "The Atlas Interview: Brigitte Gabriel," Atlas Shrugs, 31 de julho de 2006.
- "Assista Brigitte Gabriel no FoxNews Cashin’ In," Israpundit, 4 agosto de 2006.
- "Recapitulação de sábado, 12 de agosto," Fox News, postado em 14 de agosto de 2006: B. Gabriel: "Os russos estão usando os árabes e deixando fazer o trabalho sujo ao guerrear contra os EUA e Israel."

### Vídeos
- Apresentação de Brigitte Gabriel na Fundação Heritage
- Entrevista com Brigitte Gabriel – arquivo wmv
- Entrevista com Brigitte Gabriel (169mb .wmv)